# Beaumont-Village
Beaumont-Village é uma comuna francesa na região administrativa do Centro, no departamento Indre-et-Loire. Estende-se por uma área de 18,62 km². Em 2010 a comuna tinha 251 habitantes (densidade: 13,5 hab./km²).